# 欢喜第一等
《欢喜第一等》是为马来西亚 Astro欢喜台十周年台庆的歌唱选秀大赛，是由十位曾获得歌唱冠军的选手来进行比赛，包括《全球华人新秀歌唱大赛》、《绝对SuperStar》、《我要唱好歌》、《Astro经典名曲歌唱大赛》、《全球欢喜来卡拉》、 《Astro新秀大赛》、《星光大道》的冠军人馬。
2017年《欢喜第一等》冠军为邱诗凌。
2018年《欢喜第一等》10强冠军歌人选包括，Winnie何芸妮、Will黄威尔、Esther田育慈、Wendy胡缋颐、Beta张引山、Gary徐梽豪、Jin薛炳进、Meer Nash沙米尔、Valerie海棠以及Madison刘汉杰。
2018《欢喜第一等》冠军为胡缋颐。

## 规則（2017）
由十位曾获得冠军的歌手对决神秘人，十位歌手演唱曲的分数必须高过神秘人，低过神秘人分数的歌手将遭到淘汰，低过神秘人的歌手两位或以上，将由观众投票决定，票数最高者将遭到淘汰。

## 规則（2018）
由十位曾获得冠军的歌手对决神秘人，十位歌手演唱曲的分数必须高过神秘人，低过神秘人分数的歌手将遭到淘汰，低过神秘人的歌手两位或以上，将进入待定区，由评审决定，将人淘汰。
神秘挑战者对决复活赛的选手，排名排在复活赛选手前即挑战成功即可加入比赛，排名在神秘挑战者后即淘汰。

## 參賽者（2017）
- 车志立（车子）
- 罗忆诗
- 邱诗凌
- 李文杰
- 陈珂冰
- 黄俊源
- 蔡汶妡
- 王明丽
- 李永华
- 万里莹

## 神秘人（2017）
| 集数        | 播出日期   | 神秘人 | 演唱曲     |
| ----------- | ---------- | ------ | ---------- |
| 1           | 2017/06/04 | 张栋梁 | 落雨声     |
| 2           | 2017/06/11 | 云镁鑫 | 天项的月娘 |
| 3           | 2017/06/18 | 小凤凤 | 查某人的歌 |
| 4           | 2017/06/25 | 林德荣 | 叫阮的名   |
| 5           | 2017/07/02 | 庄学忠 | 又搁天黑黑 |
| 6           | 2017/07/09 | 曾洁钰 | 感谢你     |
| 7           | 2017/07/16 | 张引山 | 我爱雨夜花 |
| 8           | 2017/07/23 | 黄毓敏 | 黃昏的故乡 |
| 9（总决赛） | 2017/07/30 | 梁文音 | 甲你揽牢牢 |

## 参赛者（2018）
- 何芸妮
- 黄威尔
- 田育慈
- 胡缋颐
- 张引山
- 徐梽豪
- 薛炳进
- 沙米尔
- 海棠
- 刘汉杰
- 蔡忆雯（神秘挑战者挑战成功，把海棠给淘汰加入比赛）

## 神秘人（2018）
| 集数 | 播出时间   | 神秘人             | 演唱曲     | 入待定区选手                                                | 淘汰选手               | 本期冠军               |
| ---- | ---------- | ------------------ | ---------- | ----------------------------------------------------------- | ---------------------- | ---------------------- |
| 1    | 2018/05/13 | 陈庆祥             | 故乡       | 刘汉杰、海棠、沙米尔                                        | 海棠                   | 何芸妮                 |
| 2    | 2018/05/20 | 王嘉琳             | 十八王公   | 无人进待定区，无人淘汰                                      | 无人进待定区，无人淘汰 | 胡缋颐                 |
| 3    | 2018/05/27 | 蔡恩雨             | 望春风     | 徐梽豪                                                      | 徐梽豪                 | 胡缋颐                 |
| 4    | 2018/06/03 | 萧慧敏、许俊远     | 家后       | 无人进待定区，无人淘汰                                      | 无人进待定区，无人淘汰 | 沙米尔                 |
| 5    | 2018/06/10 | 陈永馨             | 思念的歌   | 刘汉杰、何芸妮、黄威尔、薛炳进                              | 何芸妮                 | 胡缋颐                 |
| 6    | 2018/06/17 | Fuying&Sam         | 垃圾车     | 无人进待定区，无人淘汰                                      | 无人进待定区，无人淘汰 | 徐梽豪                 |
| 6    | 2018/06/17 | 神秘挑战者：蔡忆雯 | 博杯       | 海棠                                                        | 海棠                   | 徐梽豪                 |
| 7    | 2018/06/24 | 颜慧萍             | 爱你无條件 | 1对1PK入待定区选手： 沙米尔、薛炳进、徐梽豪、何芸妮、蔡忆雯 | 薛炳进、沙米尔、何芸妮 | 黃威尔                 |
| 8    | 2018/07/01 | 马嘉轩             | 家         | 黄威尔、张引山、刘汉杰、蔡忆雯                              | 刘汉杰、蔡忆雯         | 胡缋颐                 |
| 9    | 2018/07/08 | 周蕙               | 港都夜雨   | 第一回合： 黄威尔、徐梽豪                                   | 黄威尔                 | 胡缋颐 人气奖： 胡缋颐 |
| 9    | 2018/07/08 | 张智成             | 随缘       | 第二回合： 徐梽豪、田育慈                                   | 徐梽豪、田育慈         | 胡缋颐 人气奖： 胡缋颐 |
| 9    | 2018/07/08 | 无神秘人           | 无神秘人   | 第三回合： 张引山、胡缋颐                                   | 张引山                 | 胡缋颐 人气奖： 胡缋颐 |

### 备注
1. ↑  本集提早公布神秘人
2. ↑  本集在第四位参赛者后公布神秘人
3. ↑  本集为复活赛，只有海棠、徐梽豪、刘汉杰、黄威尔、薛烦进及神秘挑战者进行唯一一场复活赛。
4. ↑  本集为半决赛，本集提早公布神秘人。
5. ↑  本集为决赛有两位神秘人，现场直播。